# آرمرده
آرمرده (به کردی: ئارمرده) شهری است در استان کردستان در غرب ایران، این شهر در بخش آرمرده به همین نام در غرب شهرستان بانه قرار گرفته‌است. جمعیت این شهر در سال ۱۳۸۵، برابر با ۲٫۷۵۹ تن بوده است. زبان مردم این شهر کردی مرکزی گویش بابانی است